# 에흐리엘
에흐리엘(아일랜드어: Ethriel)은 이리얼 파드의 아들로, 아일랜드 신화와 아일랜드의 전통 전승에 따르면 아버지를 이어 에린의 아르드리가 되었다. 에흐리엘 치세 당시 6개의 황무지를 개척했다. 에흐리엘은 20년 동안 에린을 통치하다가 라이리우 전투에서 에흐리엘의 할아버지 에레원이 죽였던 에베르 핀의 아들 콘멜에게 그 복수로서 죽임을 당했다. 에흐리엘은 에린에 도래한 밀레시안 중 마지막 생존자였으며, 이후의 밀레시안 세대들은 에린에서 태어난 사람들로 구성된다.
《에린 침략의 서》에 따르면, 에흐리엘 치세 당시 아시리아의 왕 타우타네스가 사망했고 헥토르와 아킬레우스가 트로이 전쟁에서 싸웠으며, 삼손이 고대 이스라엘의 판관이 되었다. 제프리 키팅은 에흐리엘 치세를 기원전 1259년 ~ 기원전 1239년으로 추산했으며, 《에린 왕국 연대기》에서는 기원전 1671년 ~ 기원전 1651년으로 추산하고 있다.
| 전임 이리얼 파드 | 에린의 지고왕 LGE c. 기원전 1182년/기원전 13세기 AFM 기원전 1671년 ~ 기원전 1651년 FFE 기원전 1259년 ~ 기원전 1239년 | 후임 콘멜 |